# Lippenzahngrundeln
Lippenzahngrundeln (Sicydiinae) sind eine Unterfamilie der Grundelartigen (Gobiiformes). Sie leben weltweit in Süß- und Brackgewässern auf tropischen Inseln und in schnell fließenden Flüssen und Bächen küstennaher Bergregionen bis in Höhen von 1000 Metern, in Westafrika, Süd- und Südostasien, Australien und im tropischen Amerika. Einige Arten sind an das Leben in schnell fließenden Bächen und Stromschnellen angepasst. Die Fische werden deshalb auch Klettergrundeln genannt. Die Larven entwickeln sich oft im Meer.
Lippenzahngrundeln ernähren sich von Aufwuchs, Kieselalgen, Grünalgen, blaugrünen Algen und Bakterien. Sicyopus-Arten ernähren sich von kleinen Wirbellosen.

## Merkmale
Die Fische haben einen zylindrischen Körper, der oft unvollständig beschuppt ist. Einige Arten haben nur auf dem Schwanzstiel Schuppen. Das Maul ist end- oder unterständig, der Unterkiefer kürzer als der Oberkiefer. Die Augen stehen weit auseinander auf der Kopfoberseite. Bei der hartstrahligen ersten Rückenflosse stehen die mittleren der meist 6 Flossenstrahlen höher und sind oft filamentartig ausgezogen. Die Bauchflossen sind zu einem Saugtrichter verwachsen und werden von dicken, stark verzweigten Flossenstrahlen gestützt. Außer bei den Gattungen Sicyopus und Stiphodon sind sie mit der Bauchdecke verwachsen. Die Art Sicyopterus stimpsoni kann an zwei Stellen (Bauch und Mund) einen Unterdruck erzeugen und somit auch in Bewegung am Untergrund haften bleiben. Im Gegensatz dazu müssen andere Lippenzahngrundeln die feste Untergrundhaftung kurz aufgeben, um sich zu bewegen.
Männliche Lippenzahngrundeln sind oft bunter gefärbt als die schlicht gefärbten Weibchen und haben größere Rücken und Afterflossen. Besonders bei der Balz schillern die territorialen Männchen rot und/oder metallisch.

## Fortpflanzung
Die Fische laichen versteckt unter Steinen und in Felsspalten, oft nach Regenfällen, damit die Larven ins Meer gespült werden. Die Gelege sind sehr groß, ein 10 cm langes Weibchen kann bis zu 200.000 Eier legen. Späte Larvenstadien wandern, oft bei Neu- oder Vollmond, um die Springflut auszunützen, zurück in die Flüsse. Der Kontakt mit Süßwasser löst die Metamorphose zum Jungfisch aus.

## Arten und Gattungen

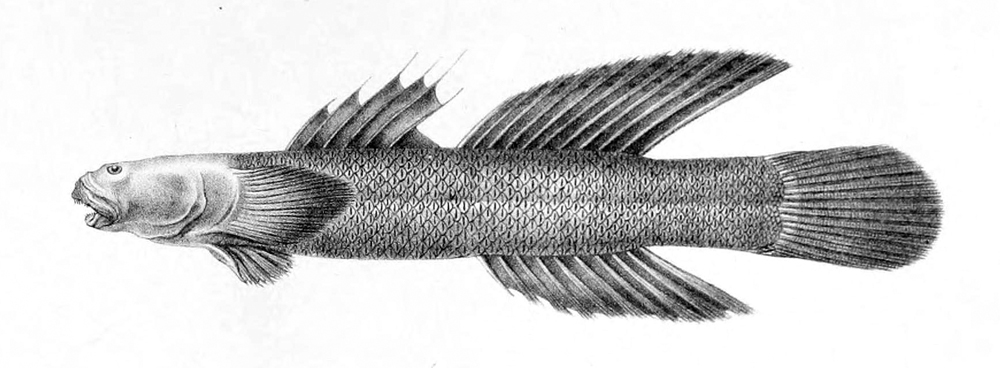
Cotylopus acutipinnis

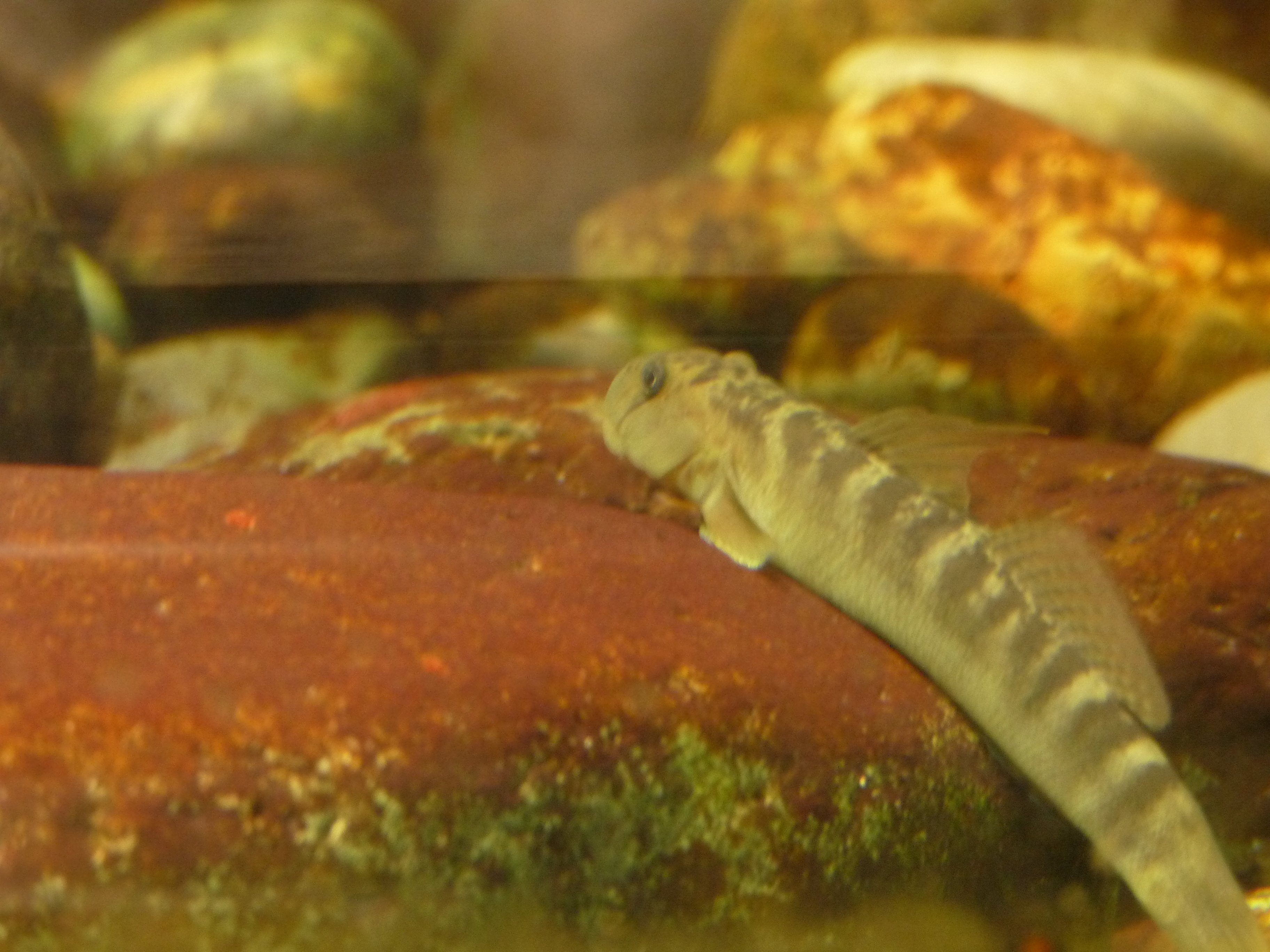
Sicyopterus japonicus

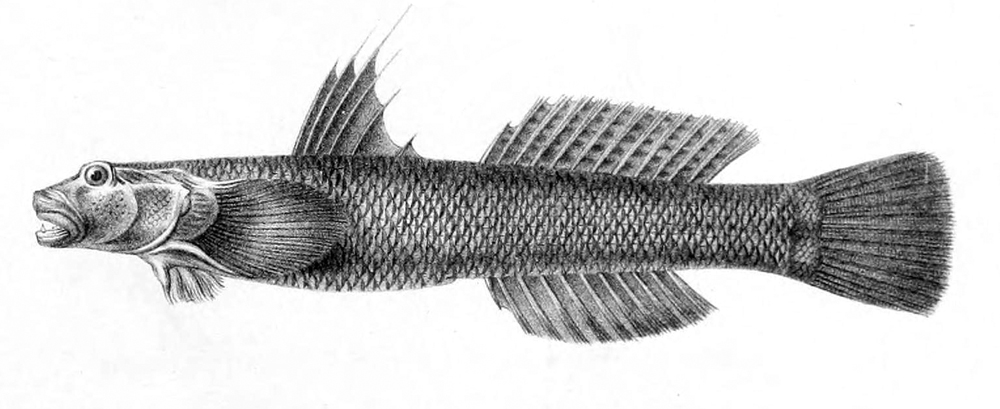
Sicyopterus laticeps

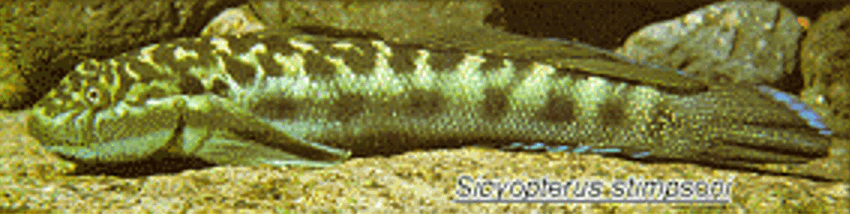
Sicydium stimpsoni

Es gibt über 120 Arten aus 9 Gattungen.
- Akihito Watson, Keith & Marquet 2007
  - Akihito futuna Keith, Marquet & Watson, 2008
  - Akihito vanuatu Watson, Keith & Marquet, 2007
- Cotylopus Guichenot, 1863
  - Cotylopus acutipinnis  Guichenot 1863
  - Cotylopus rubripinnis  Keith, Hoareau & Bosc 2005
- Lentipes Günther, 1861
  - Lentipes argenteus Keith, Hadiaty & Lord, 2014
  - Lentipes caroline Lynch et al., 2013
  - Lentipes concolor  Gill, 1860
  - Lentipes crittersius  Watson & Allen, 1999
  - Lentipes ikeae Keith, Hadiaty & Lord, 2014
  - Lentipes kaaea Watson, Keith & Marquet, 2002
  - Lentipes mekonggaensis Keith, Hadiaty & Lord, 2014
  - Lentipes multiradiatus Allen, 2001
  - Lentipes watsoni Allen, 1997
  - Lentipes whittenorum Watson & Kottelat, 1994
- Parasicydium
  - Parasicydium bandama Risch, 1980
- Sicydium Valenciennes in Cuvier & Valenciennes, 1837
  - Sicydium adelum Bussing, 1996
  - Sicydium altum Meek, 1907
  - Sicydium antillarum Ogilvie-Grant, 1884 
  - Sicydium brevifile Ogilvie-Grant, 1884
  - Sicydium buscki Evermann & Clark, 1906
  - Sicydium cocoensis (Heller & Snodgrass, 1903)
  - Sicydium crenilabrum Harrison, 1993
  - Sicydium fayae Brock, 1942
  - Sicydium gilberti Watson, 2000 
  - Sicydium gymnogaster Ogilvie-Grant, 1884
  - Sicydium hildebrandi Eigenmann, 1918
  - Sicydium multipunctatum Regan, 1906
  - Sicydium plumieri (Bloch, 1786)
  - Sicydium punctatum Perugia, 1896
  - Sicydium rosenbergii (Boulenger, 1899)
  - Sicydium salvini Ogilvie-Grant, 1884
- Sicyopterus Gill, 1860
  - Sicyopterus aiensis Keith, Watson & Marquet, 2004
  - Sicyopterus brevis de Beaufort, 1912
  - Sicyopterus caeruleus  (Lacepède, 1800)
  - Sicyopterus caudimaculatus Maugé, Marquet & Laboute, 1992
  - Sicyopterus crassus Herre, 1927
  - Sicyopterus cynocephalus  (Valenciennes, 1837)
  - Sicyopterus eudentatus Parenti & Maciolek, 1993
  - Sicyopterus fasciatus (Day, 1874)
  - Sicyopterus franouxi (Pellegrin, 1935)
  - Sicyopterus fuliag Herre, 1927
  - Sicyopterus griseus (Day, 1877)
  - Sicyopterus hageni Popta, 1921
  - Sicyopterus japonicus  (Tanaka, 1909)
  - Sicyopterus lacrymosus Herre, 1927
  - Sicyopterus lagocephalus (Pallas, 1770)
  - Sicyopterus laticeps (Valenciennes, 1837)
  - Sicyopterus lividus Parenti & Maciolek, 1993
  - Sicyopterus longifilis de Beaufort, 1912
  - Sicyopterus macrostetholepis  (Bleeker, 1853)
  - Sicyopterus marquesensis Fowler, 1932
  - Sicyopterus microcephalus (Bleeker, 1854)
  - Sicyopterus micrurus (Bleeker, 1853)
  - Sicyopterus ouwensi Weber, 1913
  - Sicyopterus panayensis Herre, 1927
  - Sicyopterus parvei (Bleeker, 1853)
  - Sicyopterus pugnans (Ogilvie-Grant, 1884)
  - Sicyopterus punctissimus Sparks & Nelson, 2004
  - Sicyopterus rapa Parenti & Maciolek, 1996
  - Sicyopterus sarasini Weber & de Beaufort, 1915
  - Sicyopterus squamosissimus Keith et al., 2015 
  - Sicyopterus stimpsoni (Gill, 1860)
  - Sicyopterus wichmanni (Weber, 1894)
- Sicyopus Gill, 1860
  - Sicyopus auxilimentus Watson & Kottelat, 1994
  - Sicyopus cebuensis Chen & Shao, 1998
  - Sicyopus discordipinnis Watson, 1995 
  - Sicyopus jonklaasi (Axelrod, 1972)
  - Sicyopus multisquamatus de Beaufort, 1912 
  - Sicyopus nigriradiatus Parenti & Maciolek, 1993
  - Sicyopus rubicundus Keith, P., Hadiaty, Busson & Hubert, 2014
  - Sicyopus zosterophorum (Bleeker, 1857)
- Smilosicyopus
  - Smilosicyopus bitaeniatus (Maugé, Marquet & Laboute, 1992)
  - Smilosicyopus chloe (Watson, Keith & Marquet, 2001)
  - Smilosicyopus fehlmanni (Parenti & Maciolek, 1993)
  - Smilosicyopus leprurus (Sakai & Nakamura, 1979)
  - Smilosicyopus mystax (Watson & Allen, 1999)
  - Smilosicyopus pentecost (Keith, Lord & Taillebois, 2010)
  - Smilosicyopus sasali (Keith & Marquet, 2005)
- Stiphodon Weber, 1895
  - Stiphodon allen Watson, 1996
  - Stiphodon annieae Keith & Hadiaty, 2014
  - Stiphodon astilbos Ryan, 1986
  - Stiphodon atratus Watson, 1996
  - Stiphodon atropurpureus (Herre, 1927)
  - Stiphodon aureofuscus Keith et al., 2015
  - Stiphodon birdsong Watson, 1996
  - Stiphodon caeruleus Parenti & Maciolek, 1993
  - Stiphodon carisa Watson, 2008
  - Stiphodon discotorquatus Watson, 1995
  - Stiphodon elegans (Steindachner, 1879)
  - Stiphodon hydroreibatus Watson, 1999
  - Stiphodon imperiorientis Watson & Chen, 1998
  - Stiphodon julieni Keith, Watson & Marquet, 2002
  - Stiphodon kalfatak Keith, Marquet & Watson, 2007
  - Stiphodon larson Watson, 1996
  - Stiphodon martenstyni Watson, 1998
  - Stiphodon maculidorsalis Maeda & Tan, 2013
  - Stiphodon mele Keith, Marquet & Pouilly, 2009
  - Stiphodon multisquamus Wu & Ni, 1986
  - Stiphodon niraikanaiensis Maeda, 2013
  - Stiphodon oatea Keith, Feunteun & Vigneux, 2009
  - Stiphodon olivaceus Watson & Kottelat, 1995
  - Stiphodon ornatus Meinken, 1974
  - Stiphodon palawanensis Maeda & Palla, 2015
  - Stiphodon pelewensis Herre, 1936
  - Stiphodon percnopterygionus Watson & Chen, 1998
  - Stiphodon rubromaculatus Keith & Marquet, 2007
  - Stiphodon rutilaureus Watson, 1996
  - Stiphodon sapphirinus Watson, Keith & Marquet, 2005
  - Stiphodon semoni Weber, 1895
  - Stiphodon surrufus Watson & Kottelat, 1995
  - Stiphodon tuivi Watson, 1995
  - Stiphodon weberi Watson, Allen & Kottelat, 1998
  - Stiphodon zebrinus Watson, Allen & Kottelat, 1998

## Nachweise
1. ↑  Michael Stang: Vielfältiger Fischmund - Grundeln auf Hawaii nutzen ihr Maul zum Klettern. In: Deutschlandfunk. Abgerufen am 7. Januar 2013.